# 2.5G
2.5G je standard bezdrátové telefonní technologie mobilního telefonu na půl cesty mezi 2G a 3G standardy.
Pojem „dvou a půltá generace“ se používá pro popsání systému 2G, který je rozšířen o datovou komunikaci používající přepojování paketů. Pojmy „2G“ a „3G“ jsou oficiální, ovšem „2.5G“ není. Začal se používat pro účely marketingu, ale je možné se s ním setkat i v odborné literatuře.

## Princip fungování
Technologie, skrývající se ze pojmeme 2.5G, poskytuje částečnou podporu 3G (používá přepojování paketů) a může používat některou z existujících 2G infrastruktur v GSM a CDMA sítích.
Obecně známou technologií 2.5G je GPRS. Některé protokoly, jako např. EDGE pro GSM a CDMA2000 1x-RTT pro CDMA se sice oficiálně zařazují do služeb „3G“ (protože mají přenosovou rychlost větší než 144 kbitu/sekundu), ale v praxi se většina z nich považuje za služby 2.5G (občas se ve spojitosti s EDGE setkáte s označením 2.75G), a to protože jsou několikrát pomalejší než „pravé“ služby 3G.
Síť má dvě části – hlasovou GSM, používající technologii přepojování okruhů, a datovou GPRS, používající technologii přepojování paketů; podobně je tomu i u sítí třetí generace (3G). Až nově zaváděné sítě čtvrté generace (4G) používají jedinou síť pro přenos hlasu i dat.